# Tests d'approche et d'atterrissage de la navette spatiale américaine
Pour les articles homonymes, voir ALT.
Les tests d'approche et d'atterrissage de la navette spatiale américaine, en anglais Approach and Landing Tests (ALT), sont une série d'essais en vol du prototype de navette spatiale Enterprise.

## Équipages
Le programme s'est déroulé de février à octobre 1977, deux équipages de deux personnes y ont participé :

### Équipage 1
Le nombre entre parenthèses indique le nombre de missions effectués dans l'espace avant le programme.
- Fred Haise (1)  États-Unis - Commandant
- C. Gordon Fullerton  États-Unis - Pilote

### Équipage 2
- Joseph H. Engle  États-Unis - Commandant
- Richard H. Truly  États-Unis - Pilote

### Shuttle Carrier Aircraft (Boeing 747)
En plus des deux équipages de la navette, un seul fut assigné pour tout le programme au Boeing 747 Shuttle Carrier Aircraft servant de lanceur et de transporteur.
- Fitzhugh L. Fulton, Jr (en) - Pilote
- Thomas C. McMurty - Copilote
- Louis E. Guidry, Jr - Ingénieur de vol
- Victor W. Horton - Ingénieur de vol

## Liste des ALT
| Vol Test                   | Date               | Vitesse  | Altitude | Équipage         | Durée       |
| -------------------------- | ------------------ | -------- | -------- | ---------------- | ----------- |
| Test Taxi no 1             | 15 février, 1977   | 143 km/h | taxi     | aucun            | taxi        |
| Test Taxi no 2             | 15 février, 1977   | 225 km/h | taxi     | aucun            | taxi        |
| Test Taxi No 3             | 15 février, 1977   | 253 km/h | taxi     | aucun            | taxi        |
| Captive-inert flight no 1  | 18 février, 1977   | 462 km/h | 4 877 m  | aucun            | 2 h 5 min   |
| Captive-inert flight no 2  | 22 février, 1977   | 528 km/h | 6 888 m  | aucun            | 3 h 13 min  |
| Captive-inert flight no 3  | 25 février, 1977   | 684 km/h | 8 108 m  | aucun            | 2 h 28 min  |
| Captive-inert flight no 4  | 28 février, 1977   | 684 km/h | 8 707 m  | aucun            | 2 h 11 min  |
| Captive-inert flight no 5  | 2 mars, 1977       | 763 km/h | 9 144 m  | aucun            | 1 h 39 min  |
| Captive-active flight no 1 | 18 juin, 1977      | 335 km/h | 4 563 m  | Haise, Fullerton | 55 min 46 s |
| Captive-active flight no 2 | 28 juin, 1977      | 499 km/h | 6 715 m  | Engle, Truly     | 62 min 0 s  |
| Captive-active flight no 3 | 26 juillet, 1977   | 501 km/h | 9 233 m  | Haise, Fullerton | 59 min 53 s |
| Vol libre no 1             | 12 août, 1977      | 499 km/h | 7 346 m  | Haise, Fullerton | 5 min 21 s  |
| Vol libre no 2             | 13 septembre, 1977 | 499 km/h | 7 925 m  | Engle, Truly     | 5 min 28 s  |
| Vol libre no 3             | 23 septembre, 1977 | 467 km/h | 7 529 m  | Haise, Fullerton | 5 min 34 s  |
| Vol libre no 4             | 12 octobre, 1977   | 447 km/h | 6 828 m  | Engle, Truly     | 2 min 34 s  |
| Vol libre no 5             | 26 octobre, 1977   | 456 km/h | 5 791 m  | Haise, Fullerton | 2 min 1 s   |

## Galerie vidéo
- Navette spatiale Enterprise (Theora)
- Navette spatiale Enterprise séparation du 747 (Theora)
- Navette spatiale Enterprise atterrissage (Theora)